# Schlacht von Mortemer
Die Schlacht von Mortemer fand Ende des Jahres 1054 in der Nähe der heutigen Gemeinde Mortemer zwischen den Normannen und den Truppen des Königs von Frankreich statt. Im Jahr 1057 wurde die Schlacht von Mortemer durch die Schlacht von Varaville mit dem gleichen Ergebnis fortgeführt.

## Vorgeschichte
Gottfried II., Graf von Anjou hatte Le Mans, Domfront und Alençon erobert, Gebiete die die Herren von Bellême vom König erhalten hatten. Während König Heinrich I. Gottfried von Anjou direkt bedrohte, brannte Herzog Wilhelm der Normandie (der spätere Eroberer Englands) Alençon nieder und belagerte Domfront, dessen Garnison sich unter der Zusage freien Abzugs ergab.
Wilhelms Heirat mit Mathilde von Flandern ließ nun dessen Macht in den Augen des Königs so stark anwachsen, dass Heinrich seinen bisherigen Verbündeten fallen ließ und sich mit Gottfried von Anjou, Theobald I., Graf von Blois und der Champagne, sowie aufständischen normannischen Baronen verbündete.

## Der Feldzug
Wilhelm griff seinen Onkel Guillaume de Talou an, belagerte dessen neu erbaute Burg in Arques, und nahm sie Ende 1053 ein. Gegen Ende des Winters 1053/1054 fielen zwei Armeen in die Normandie ein: von Norden her näherte sich Odo, der Bruder des Königs, der die Bresle durchquerte, um das Pays de Bray zu erreichen, von Süden der König selbst sowie der Graf von Anjou, die den Fluss Avre überwanden und die Grafschaft Évreux angriffen. Das Ziel war, die beiden Armeen vor Rouen zu vereinigen.
Wilhelm nahm gegenüber der Bedrohung eine defensive Haltung ein, stellte aber dennoch ebenfalls zwei Armeen auf: eine unter seinem Kommando, die er gegen den König führte, und eine unter dem Befehl Gautier Giffards und Roberts von Eu im Pays de Bray. Die beiden Armeen hatten den Auftrag, die Bewegungen der Gegenseite zu überwachen und jede direkte Konfrontation zu vermeiden, bis der geeignete Moment zum Handeln gekommen war.

## Die Schlacht
Die Normannen griffen – von französischer Nachlässigkeit profitierend – in der Nacht das gegnerische Feldlager an, steckten es in Brand und trugen über die schlaftrunkenen Franzosen einen leichten, aber vernichtenden Sieg davon.

## Ergebnis und Folgen

### Normannische Erwerbungen
Im Jahr 1057 zog Heinrich durch das Tal der Orne zum erneuten Angriff. Dieser wurde an der Furt von Varaville bei Caen und den Sümpfen der Dives abgefangen. Wilhelm hatte von nun an die Hände frei, um die Grafschaft Maine zu erobern, deren Erbe er nach dem Tod des Grafen Herbert II., der sich zu ihm geflüchtet hatte, geworden war. 1063 eroberte Wilhelm Le Mans und übergab die Grafschaft seinem jungen Sohn Robert.

### Roger de Mortemer
Roger de Mortemer, Herr von Mortemer im Pays de Bray (heutiges Département Seine-Maritime), verlor 1054 seine Burg, weil er den Grafen Rudolf IV. von Vexin und Valois, genannt Rudolf von Montdidier, den man ihm anvertraut hatte, nach der Schlacht von Mortemer freiließ.